# Tevče (Ajdovščina)
Tevče é um assentamento localizado no município de Ajdovščina na Eslovênia. Possuía uma população estimada de 100 habitantes em 2020.